# Эухроматин

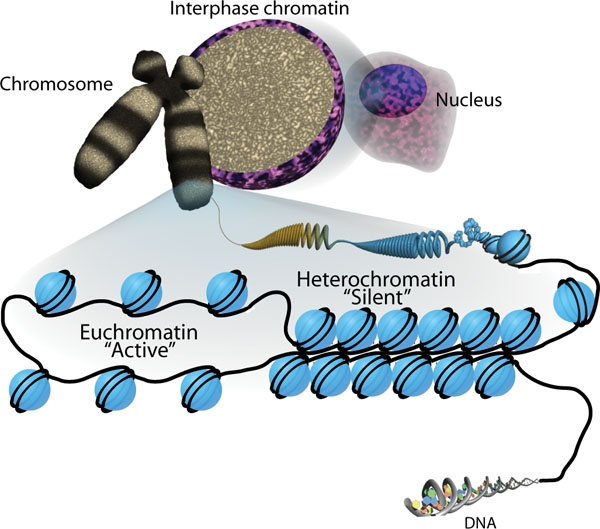
Структурные различия между эухроматином и гетерохроматином.

Эухромати́н, также активный или «открытый хромати́н» — участки хроматина, которые представляют собой неплотную и легко упакованную форму (ДНК, РНК и белки), обогащённую генами и часто (но не всегда) находящуюся в состоянии активной транскрипции. Эухроматин отличается от гетерохроматина, который плотно упакован и менее доступен для транскрипции. Около 92 % генома человека является эухроматичным.
У эукариот эухроматин представляет собой наиболее активную часть генома в клеточном ядре. У прокариот эухроматин является единственной формой хроматина; это указывает на то, что гетерохроматиновая структура развилась позже вместе с ядром, возможно, как механизм, позволяющий справиться с увеличением размера генома.

## Структура
Эухроматин состоит из повторяющихся нуклеопротеидных субъединиц, известных как нуклеосомы, напоминающие развёрнутый набор бусин на нитке, диаметром около 11 нм. В основе этих нуклеосом находится набор из четырёх пар белков-гистонов: H3, H4, H2A и H2B.  Каждый осно́вный гистоновый белок имеет "хвостовую" структуру, которая может изменяться несколькими способами; считается, что эти вариации действуют как "главные переключатели управления" через различные состояния метилирования и ацетилирования, которые определяют общее расположение хроматина. Вокруг гистоновых октамеров намотано около 147 пар оснований ДНК, что составляет чуть меньше 2 витков спирали. Нуклеосомы вдоль нити связаны между собой гистоном H1 и коротким участком открытой линкерной ДНК, составляющим около 0-80 пар оснований. Ключевое различие между структурой эухроматина и гетерохроматина заключается в том, что нуклеосомы в эухроматине расположены гораздо шире, что обеспечивает более лёгкий доступ различных белковых комплексов (транскрипционных факторов) к нити ДНК и тем самым повышает транскрипцию генов.

## Визуализация

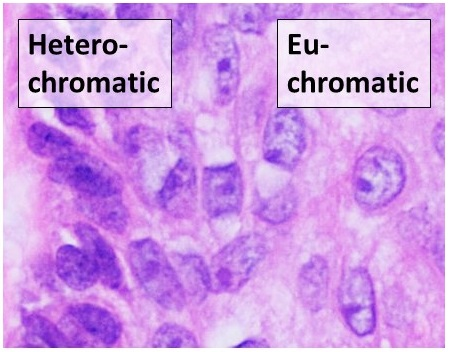
Микроскопия гетерохроматических и эухроматических ядер (окраска H&E).

Эухроматин при большом увеличении напоминает набор бусинок на нитке. С более дальнего расстояния он может напоминать клубок запутанных ниток, как, например, на некоторых изображениях, полученных с помощью электронного микроскопа. Как при оптической, так и при электронной микроскопии эухроматин выглядит светлее, чем гетерохроматин, который также присутствует в ядре и выглядит тёмным, из-за его менее компактной структуры. При визуализации хромосом, например, на кариограмме, для окрашивания используется цитогенетическое окрашивание. Цитогенетическое окрашивание позволяет нам увидеть, какие части хромосомы состоят из эухроматина или гетерохроматина, чтобы дифференцировать хромосомные участки, нарушения или перестройки. Одним из таких примеров является G-бэндинг, иначе известное как окрашивание по Гимзе, при котором эухроматин кажется светлее, чем гетерохроматин.
|                | Окрашивание по Гимзе (G-) бэндинг | Реверсивное или обратное окрашивание (R-) бэндинг | Конститутивный гетерохроматин (C-) бэндинг | Акрихиновое окрашивание (Q-) бэндинг | Теломерное окрашивание (T-) бэндинг |
| -------------- | --------------------------------- | ------------------------------------------------- | ------------------------------------------ | ------------------------------------ | ----------------------------------- |
| Эухроматин     | Светлее                           | Темнее                                            | Светлее                                    | Тусклее                              | Светлее                             |
| Гетерохроматин | Темнее                            | Светлее                                           | Темнее                                     | Ярче (флуоресцентное свечение)       | Темнее (слабо отчётливо)            |

## Выполняемые функции

Схематическая кариограмма человека, показывающая общий вид генома человека с использованием G-бэндинга, который представляет собой метод, включающий окрашивание по Гимзе. Использование этого метода позволяет дифференцировать хроматин, так, более светлые области окрашивания обычно являются более эухроматичными, тогда как более тёмные области обычно являются более гетерохроматическими.

### Транскрипция
Эухроматин участвует в активной транскрипции ДНК в молекулы мРНК. Развёрнутая структура эухроматина позволяет белкам генной регуляции и комплексам РНК-полимеразы связываться с последовательностью ДНК, что может инициировать процесс транскрипции. Хотя не весь эухроматин обязательно транскрибируемый, поскольку он разделён на транскрипционно активные и неактивные домены, эухроматин всё же обычно ассоциируется с активной транскрипцией генов. Поэтому существует прямая связь между тем, насколько активно продуктивна клетка, и количеством эухроматина, которое можно обнаружить в её ядре.
Считается, что клетка использует трансформацию (преобразование) эухроматина в гетерохроматин как метод контроля экспрессии и репликации генов, поскольку эти процессы по-разному протекают в достаточно плотном хроматине. Это явление известно как "гипотеза доступности". Одним из примеров конститутивного эухроматина, который "всегда включён", являются гены домашнего хозяйства, которые кодируют белки, необходимые для основных функций выживания и функционирования клетки.

### Эпигенетический контроль
Эпигенетика подразумевает изменения в фенотипе, которые могут быть унаследованы без изменения последовательности ДНК. Это может происходить в результате многих типов взаимодействия с окружающей средой. Что касается эухроматина, посттрансляционные модификации гистонов могут изменять структуру хроматина, что приводит к изменению экспрессии генов без изменения молекул ДНК. Кроме того, было показано, что потеря гетерохроматина и увеличение эухроматина коррелируют с ускорением процесса старения, особенно при заболеваниях, похожих на прогерию (преждевременное старение). Исследования показали наличие эпигенетических маркеров на гистонах для ряда других заболеваний.

## Регуляция
Регуляция эухроматина происходит в первую очередь посттрансляционными модификациями гистонов нуклеосом, осуществляемыми многими гистон-модифицирующими ферментами. Эти модификации происходят на N-концевых хвостах гистонов, выступающих из структуры нуклеосом, и, как полагают, рекрутируют ферменты для поддержания хроматина либо в открытой форме, как эухроматин, либо в закрытой форме, как гетерохроматин. Ацетилирование гистонов, например, обычно связано со структурой эухроматина, тогда как метилирование гистонов способствует ремоделированию гетерохроматина. Ацетилирование делает группу гистонов более отрицательно заряженной, что, в свою очередь, нарушает её взаимодействие с нитью ДНК, по сути "открывая" нить, облегчая к ней доступ. Ацетилирование может происходить на нескольких лизиновых остатках N-концевого хвоста гистона и на разных гистонах одной нуклеосомы, что, как считается, ещё больше увеличивает доступность ДНК для факторов транскрипции.
Фосфорилирование гистонов — ещё один способ регуляции эухроматина. Как правило, оно происходит на N-концевых хвостах гистонов, однако некоторые участки присутствуют и в ко́ровых гистонах. Фосфорилирование контролируется киназами и фосфатазами, которые добавляют и удаляют фосфатные группы соответственно. Оно может происходить на остатках серина, треонина или тирозина, присутствующих в эухроматине. Поскольку фосфатные группы, добавленные к молекулам гистонов, несут отрицательный заряд, это способствует образованию более расслабленной "открытой" формы, подобно ацетилированию. Что касается функциональности, фосфорилирование гистонов участвует в экспрессии генов, репарации повреждений ДНК и ремоделировании хроматина.
Другой метод регуляции, который связан с присоединением отрицательного заряда, благоприятствующего "открытой" форме — это АДФ-рибозилирование. В данном процессе происходит присоединение одной или несколько единиц АДФ-рибозы к гистону, также этот процесс участвует в ответной реакции на повреждение ДНК.